# Антюх, Кирилл Николаевич
Кирилл Никола́евич Антю́х  (6 октября 1986, Ленинград, СССР) — российский бобслеист (ранее — легкоатлет), разгоняющий в составе сборной России с 2012 года, участник Олимпийских игр в Сочи 2014 года (остался в запасе).
Тренеры: Куликова Е. Ю., Головастов Д. А, Соколов О.Г.
Брат Натальи Антюх.

## Спортивная биография
В лёгкую атлетику попал в 10-м классе — До этого некоторое время занимался футболом, но потом перешёл в лёгкую атлетику, которой отдал восемь лет.

Мои нынешние тренеры сами бывшие легкоатлеты. Как-то раз я встретился с ними на сборах в Кисловодске. Мы с ними просто общались, и вдруг они предложили мне попробовать свои силы в бобслее. Это было примерно за два года до моего перехода. Я им ответил, что пока хочу побегать, но если появится такое желание, обязательно приду к ним. Так и получилось, спустя два года я отправился на тесты в Москву. Все прошло успешно, и меня взяли в бобслей. На тот момент мне уже было 24 года.— http://www.nevasport.ru/articles.php?id=21102